# Танатаров, Акжурек Достыкович
Акжурек Достыкович Танатаров (каз. Ақжүрек Достықұлы Таңатаров; род. 3 сентября 1986, Джамбул, Казахская ССР) — казахстанский борец вольного стиля, заслуженный мастер спорта Республики Казахстан, призёр олимпийских игр (Лондон 2012), чемпион Азии (Нью-Дели 2017), чемпион и призёр международных турниров, многократный чемпион Казахстана в категориях до 66-74 кг.

## Биография
Родился в Джамбуле (ныне Тараз). Четырёхкратный чемпион Республики Казахстан, обладатель Кубка Республики Казахстан (2011), призёр международных турниров. Бронзовый призёр Олимпиады-2012 в Лондоне.
Женат. 5 детей.

## Государственные награды
- 2012 — Орден Курмет;
- 2012 — Заслуженный мастер спорта Республики Казахстан;
- 2016 — Медаль «25 лет независимости Республики Казахстан»;
- 2019 — Благодарность Президента Республики Казахстан;
- 2022 — Орден Парасат;